# Lijst van voetbalinterlands Australië - Colombia (vrouwen)
Deze lijst van voetbalinterlands is een overzicht van alle officiële voetbalinterlands tussen de nationale vrouwenteams van Australië en Colombia. De landen hebben tot nu toe één keer tegen elkaar gespeeld.

## Wedstrijden
| № | Plaats    | Datum            | Competitie           | Wedstrijd            | Uitslag |
| - | --------- | ---------------- | -------------------- | -------------------- | ------- |
| 1 | San Diego | 26 februari 2025 | SheBelieves Cup 2025 | Colombia − Australië | 2 − 1   |

## Samenvatting
| Competitie      | Totaal gespeeld | Winst Australië | Gelijk | Winst Colombia | Doelsaldo Australië – Colombia |
| --------------- | --------------- | --------------- | ------ | -------------- | ------------------------------ |
| SheBelieves Cup | 1               | 0               | 0      | 1              | 1 − 2                          |
| Totaal          | 1               | 0               | 0      | 1              | 1 − 2                          |